# Cultura e turismo de Belém (Pará)
Cultura e turismo de Belém são diversificadas as opções culturais e turísticas da capital do Estado do pará, influenciadas por indígenas e imigrantes estrangeiros, que manifestam-se através das manifestações religiosas, da gastronomia, do folclore, danças, músicas, teatros, museus, etc. A capital paraense desponta como grande roteiro turístico do Brasil, gerando uma excelente oportunidade para investimentos turísticos.

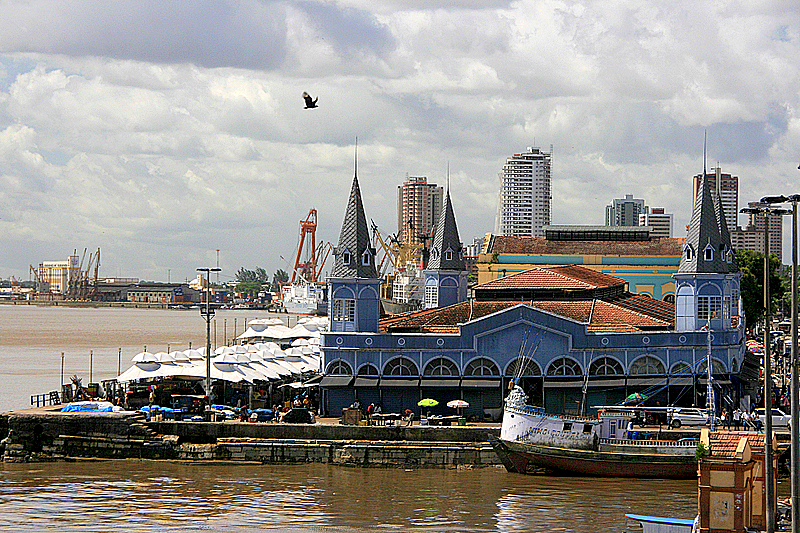
Mercado Ver-o-Peso

## Pontos turísticos

### Principais atrações turísticas
- Bioparque Amazônia (1989): parque particular criado pelo médico Jorge Aarão Monteiro.[1][2][3][4][5]
- Bondinho de Belém: tecnologia implantada na época da Belle Époque (1871-1914).
- Casa das Onze Janelas (século XVIII, aproximadamente 1750‎): vizinho do Forte do Castelo, feito pelo dono de engenho de açúcar Domingos da Costa Bacelar.[6][7][8]
- Complexo Feliz Lusitânia (1616): um povoado colonial português criado pelo capitão Francisco Caldeira Castelo Branco às margens da baía do Guajará. Nucleo inicial de Belém.
- Complexo do Ver-o-Peso (1625) – inciou com a "Casa de Haver-o-Peso" (demolida em 1899),[9][10] atualmente é um complexo formado pelo mercado de peixe e o de carne; Solar da Beira; pelas vias Ladeira do Castelo e Boulevard Castilhos França; Praça do Relógio; Doca; Feira do Açaí e; a Praça Dom Pedro II. Em 1977, o complexo foi tombado pelo Instituto Histórico e Arquitetônico Nacional IPHAN.
- Estação das Docas (2000) – é um centro de convenções multi-eventos e restaurantes, possui um moderno terminal fluvial, o Amazon River, com ancoradouro flutuante, capaz de aportar até 4 embarcações de 70 pés. Diariamente são realizados diversos passeios fluviais pela orla e ilhas de Belém, partindo do Amazon River.[11]
- Estádio Olímpico do Pará (1978)
- Hangar - Centro de Convenções e Feiras da Amazônia (2007) – é um centro de convenções e multi-eventos conta com uma área total de 64 mil m², sendo 25 mil m² de área construída integrada ao ambiente amazônico, o HANGAR está equipado com recursos de última tecnologia e preparado para qualquer tipo de evento, como feiras, congressos, convenções, encontros, seminários, simpósios e exposições.[12]
- Jardim Botânico Bosque Rodrigues Alves (1883)
- Mangal das Garças (2005) – Localizado às margens do rio Guamá, fica em pleno centro histórico, o parque é resultado da revitalização de uma área de 40.000m2, no entorno do Arsenal da Marinha.[13]
- Museu Paraense Emílio Goeldi (1911) – Criado em 6 de outubro de 1866, é a mais antiga instituição de pesquisas da região Amazônica.[14]
- Orla de Icoaraci – Um dos mais bonitos pontos turísticos de Belém.
- Parque da Residência (aproximadamente 1910) – Residência oficial dos governadores do estado, agora é a sede da Secretaria Executiva de Cultura (SECULT)do estado do Pará.
- Planetário Sebastião Sodré da Gama (1999) – Planetário vinculado a UEPA.
- Teatro da Paz (1878) – Construído com recursos auferidos da exportação de látex, no Ciclo da Borracha.
- Ver-o-Rio – Numa área de cinco mil metros quadrados de frente para a baía do Guajará, o projeto alia contemplação à natureza com a praticidade na utilização do espaço urbano.[15]
- CENTUR (1986) - é um centro de convenções multi-eventos e biblioteca.

## Pontos culturais

### Centros históricos
- Cidade Velha – conhecido como Centro Histórico de Belém, onde está localizado o Complexo Feliz Lusitânia, o local tem como característica principal a herança arquitetônica do período Brasil Colônia. O bairro é um dos maiores referenciais do patrimônio histórico e cultural do Pará. O bairro nasceu com a construção do Forte do Presépio, hoje chamado Forte do Castelo, construído a mando da Coroa portuguesa, no início do século XVI. Na Cidade Velha surgiu a primeira rua de Belém, a rua da Ladeira, que liga a Feira do Açaí ao Largo da Sé e onde se encontram bares e restaurantes antigos e simples. Outro lugar famoso do bairro é a Praça do Relógio, onde se localiza um relógio inglês levantado na década de trinta, com seus 12 metros de altura. Nela também está localizada a Catedral Metropolitana, a Praça Dom Pedro II, Igreja das Mercês, o prédio da prefeitura, o complexo Feliz Lusitânia e o Mangal das Garças.
- Engenho Murucutu – Ruínas do antigo engenho de cana-de-açúcar, movido a vapor, que contava com muitos escravos. Foi destruído à época da Cabanagem, construído no século XVIII. Destacando-se a Capela de Nossa Senhora da Conceição (1711), em estilo neoclássico, cuja obra é atribuída a Antônio José Landi.

### Museus

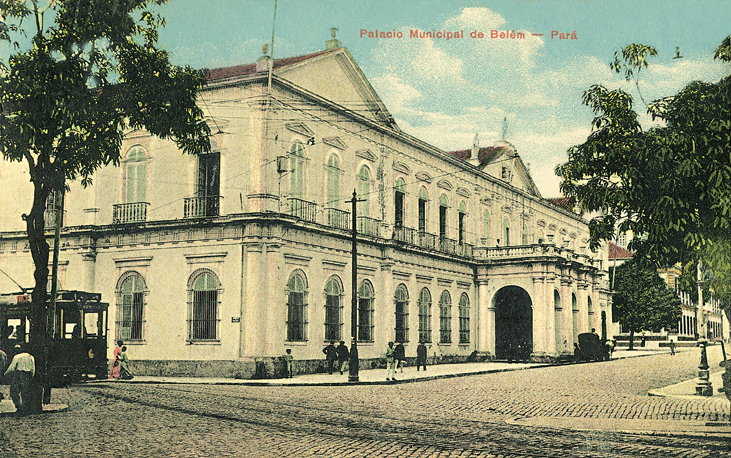
Museu de Arte de Belém

- Museu Paraense Emílio Goeldi – É referência mundial em Amazônia.[16]
- Corveta Museu Solimões – É o primeiro navio-museu do Norte.
- Museu das Onze Janelas (artistas brasileiros do século XX)[17]
- Museu da Primeira comissão Demarcarora de Limites
- Museu da Santa Casa de Misericórdia
- Museu da Universidade Federal do Pará[17]
- Museu de Gemas do Pará
- Museu de Artes de Belém[17]
- Museu de Arte do CCBEU
- Museu de Artes Populares
- Museu de Arte Sacra do Pará[17]
- Museu do Círio
- Museu do Estado do Pará[17]
- Museu do Forte do Presépio[17]
- Museu do Judiciário
- Museu Naval da Amazônia
- Museu do Navegação
- Museu do Porto de Belém

### Teatros
- Teatro da Paz[17]

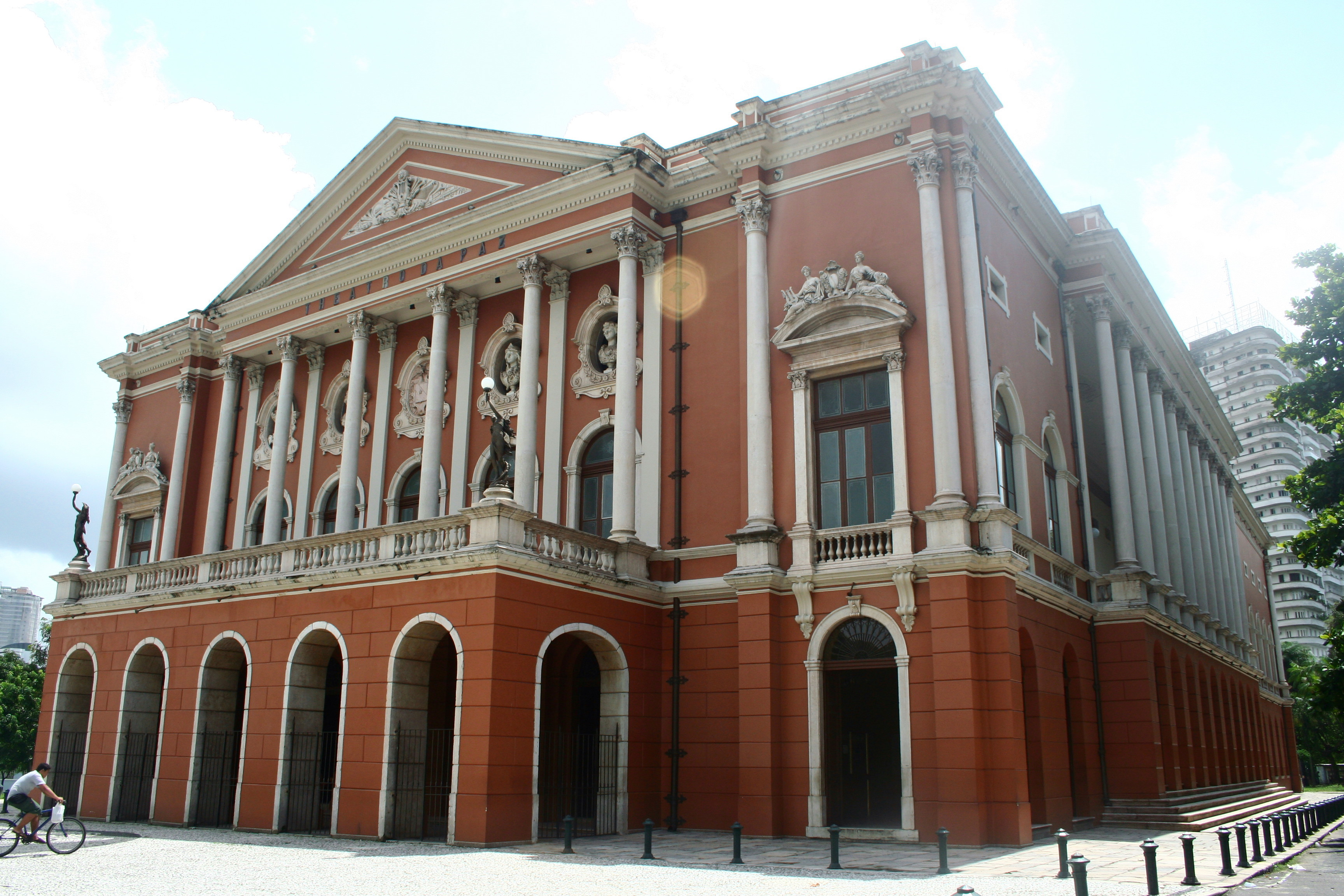
Teatro da Paz

- Teatro Experimental Waldemar Henrique[17]
- Teatro do SESI (antigo Teatro Gabriel Hermes) [17]
- Centro Cultural SESC Boulevard[17]
- Teatro Margarida Schivasappa no CENTUR[17]
- Teatro Maria Sylvia Nunes[17]
- Teatro Estação Gasômetro[17]

### Palacetes

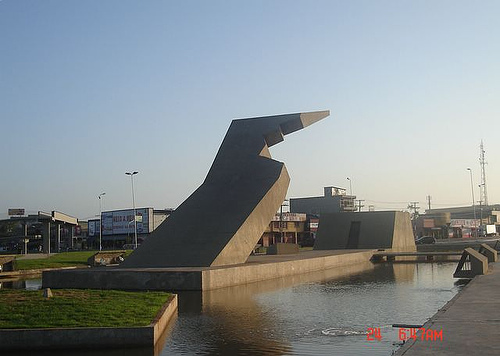
Memorial da Cabanagem

- Palácio Antônio Lemos
- Palacete Augusto Montenegro
- Palacete Bibi Ferreira
- Palacete Bolonha
- Palácio do Governo
- Palácio Lauro Sodré
- Palacete Pinho
- Palácio Velho de Belém

### Monumentos e memoriais
- Monumento a Pedro Teixeira
- Monumento ao Almirante Tamandaré
- Monumento a José da Gama Malcher
- Monumento a Lauro Sodré
- Monumento a República
- Monumento ao Frei Dom Caetano Brandão

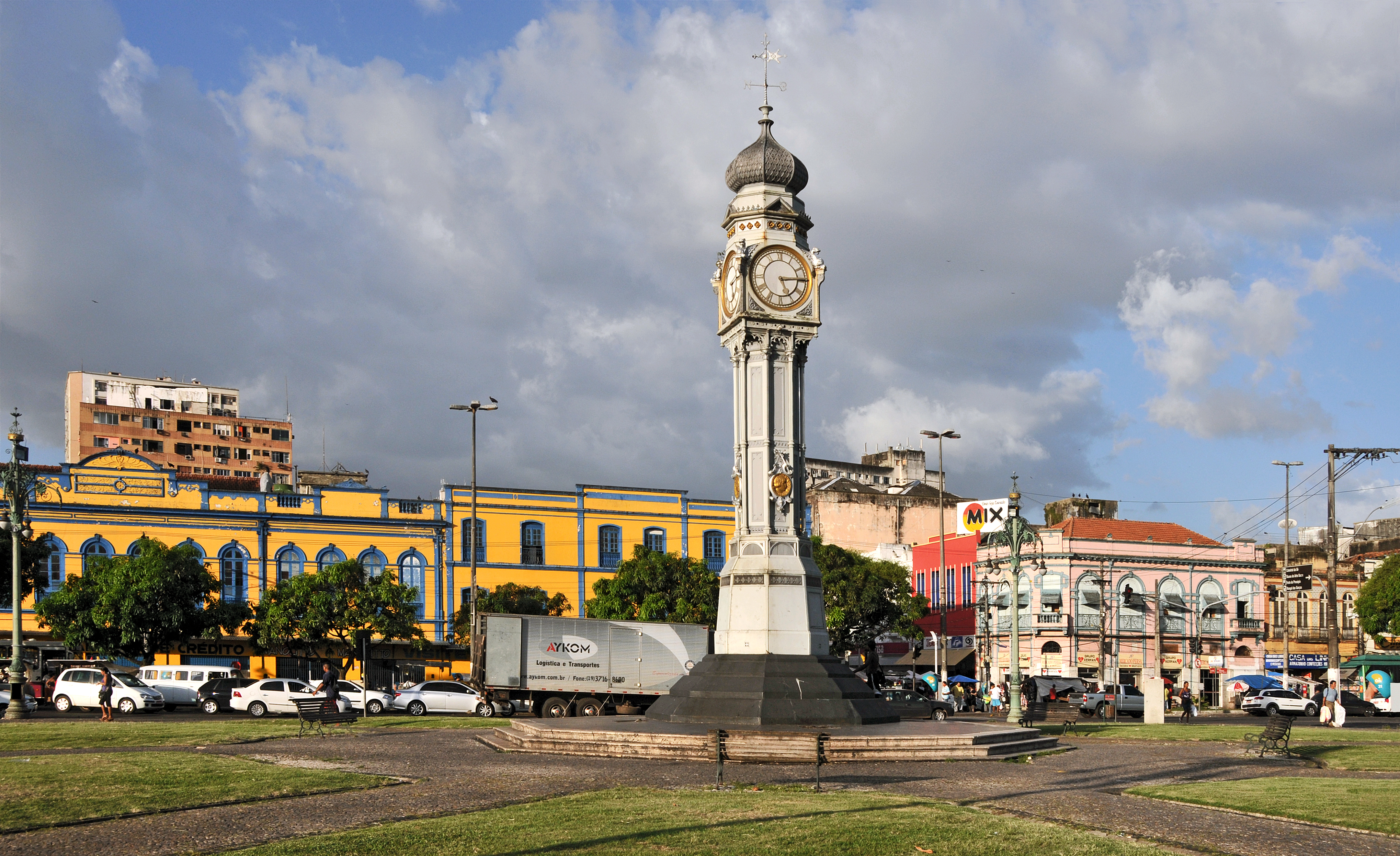
Praça do Relógio

- Monumento ao General Gurjão
- Monumento Carlos Gomes
- Monumento do Índio
- Monumento João Paulo Gaia
- Memorial da Cabanagem[18]
- Memorial Magalhães Barata
- Memorial do Porto
- Memorial dos Povos
- Solar Barão do Guajará
- Solar Barão do Guamá
- Solar da Beira

### Praças
A capital paraense é famosa por suas praças amplas e arborizadas, algumas delas projetadas com elementos da arquitetura europeia. A cidade é bem servida de praças e outras áreas verdes. Hoje existem na cidade 236 praças, entre as quais:
- Praça da República – É uma das mais antigas e a mais importante do município, sendo que ao seu redor funcionam o Teatro da Paz e o Teatro Experimental Waldemar Henrique, além do Núcleo de Artes da UFPA e o Bar do Parque. Na praça existem diversas Mangueiras e todos os fins de semana, realizam-se manifestações culturais e uma variada feira de artesanato
- Praça Batista Campos
- Praça Rui Barbosa
- Praça do Relógio[19]
- Praça do Pescador – É um grande espaço popular que embeleza o Complexo Ver-o-Peso, localizada em frente à baía do Guajará.
- Praça Santuário
- Praça Amazonas
- Praça Princesa Isabel (Terminal Turístico)

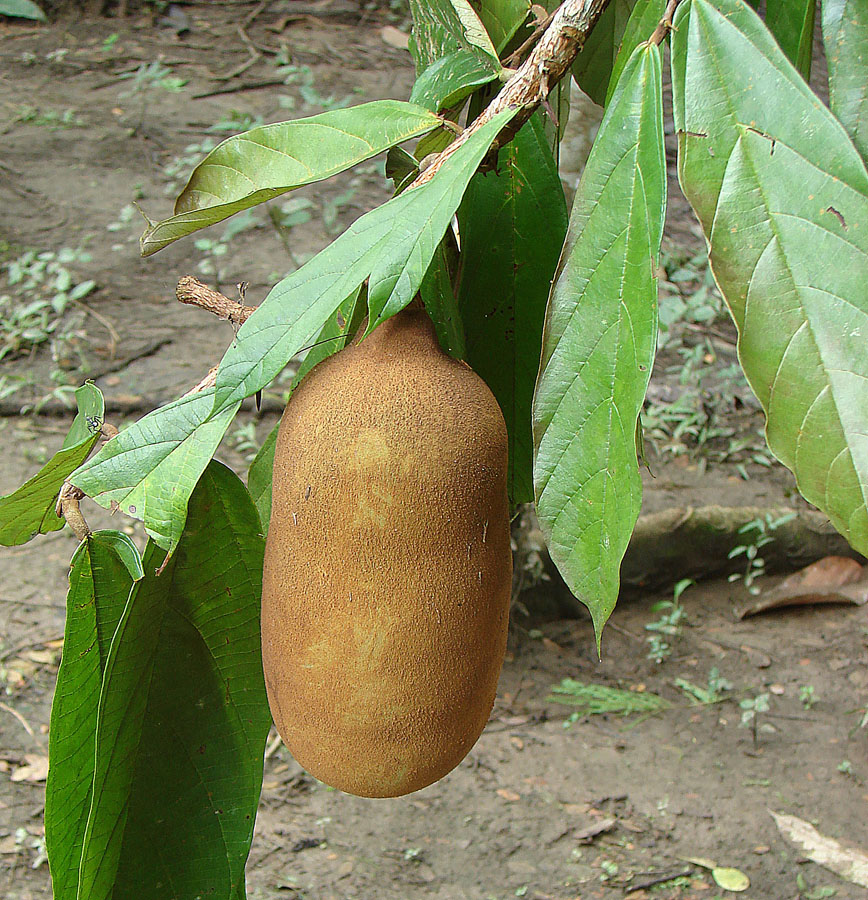
Cupuaçu

- Praça Magalhães Barata
- Praça Maestro Valdemar Henrique
- Praça Dom Pedro II

## Culinária
A culinária belenense tem forte influência indígena. Possui pratos típicos como: pato no tucupi com jambu, o tacacá, a maniçoba, entre outras delícias como o açaí. Há quem diga que o sabor dos peixes e das frutas é realmente diferente. Os elementos encontrados na região formam a base de seus pratos. Com mais de uma centena de espécies comestíveis, as frutas regionais podem ser encontradas no Ver-o-Peso, feiras livres, mercados e supermercados do município; elas são responsáveis diretas pelo sabor das sobremesas que enriquecem a mesa paraense. Destacam-se: açaí, bacaba, bacuri, cupuaçu, castanha-do-pará, bacuri, pupunha, tucumã, murici, piquiá e taperebá.

## Música
Os ritmos mais populares são o brega do Pará, tecno brega, carimbó, lundu, siriá e a marujada.

## Esporte
Os principais clubes de futebol são Clube do Remo e Paysandu Sport Club, conhecidos por sua rivalidade. Outro tradicional clube de futebol do Pará é a Tuna Luso Brasileira, fundada pela comunidade portuguesa de Belém. Também existem outros grupos menores que disputam o campeonato, como o Fonte Nova,Pedreira,Pinheirense,Sport Belém,Sport Real,Tiradentes, Carajás e Vila Rica.
Remo contra Paysandu é o clássico da cidade de Belém, conhecido como Re-Pa: estes dois clubes se confrontam desde 10 de junho de 1914 (Remo 2 a 1). Nenhum outro clássico do Brasil foi jogado tantas vezes quanto este, com mais de 700 edições, e é considerado o maior clássico da região Norte do Brasil. A arena teve uma ampla reforma concluída em 2002, que seria um ponto forte para atender as exigências da Fifa e um ponto fraco seria a dificuldade de acesso.

## Religião

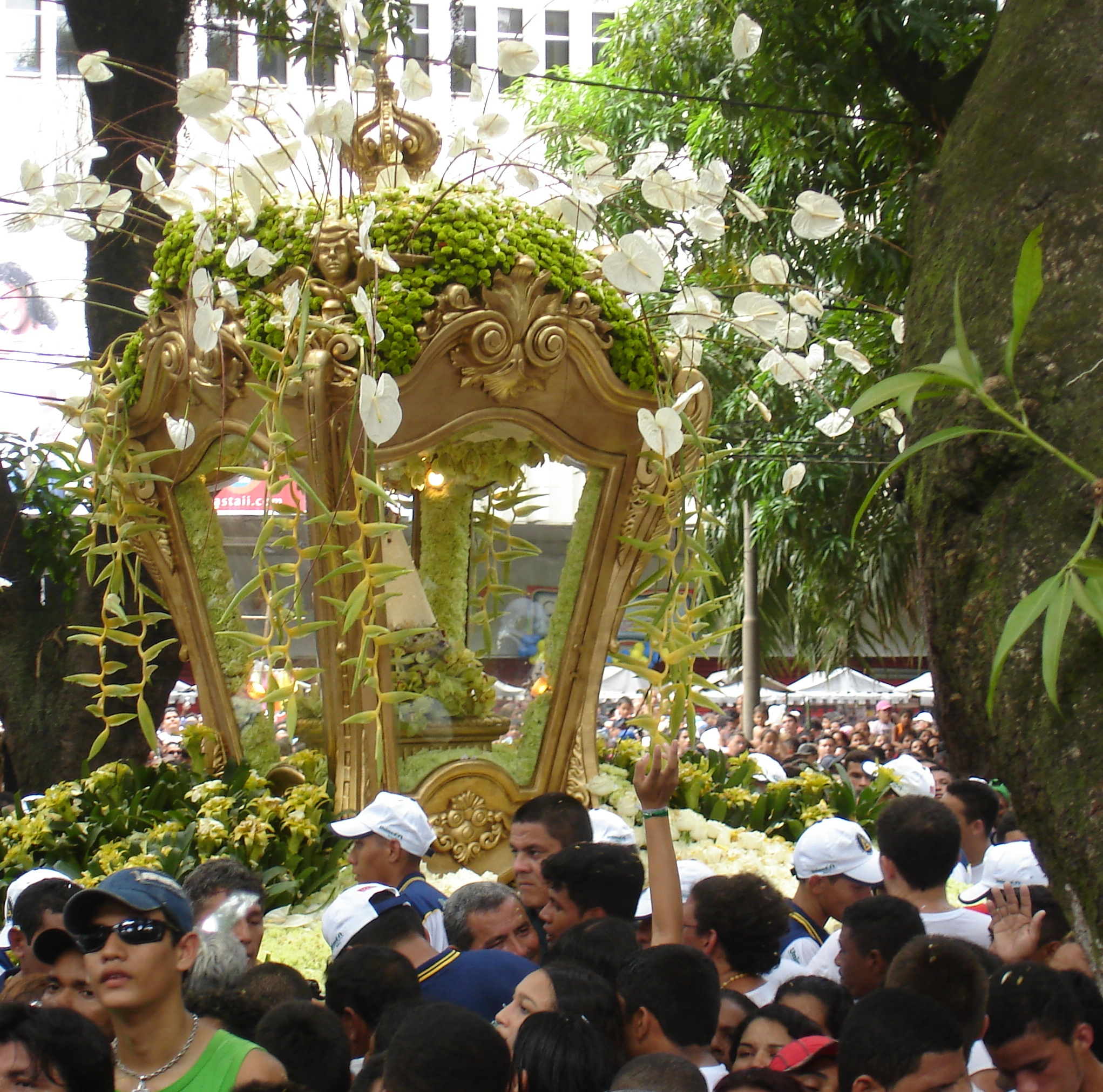
Círio de Nazaré

O município sedia a festa religiosa com a maior procissão do Brasil, o Círio de Nazaré, que acontece anualmente no segundo domingo de outubro e que reúne cerca de dois milhões de fiéis. O Círio de Nazaré, em devoção a Nossa Senhora de Nazaré, é a maior festa cristã do país e a maior procissão católica do mundo, sendo celebrada desde 1793, no município de Belém do Pará. As etapas da celebração Atualmente as manifestações de devoção profanas e religiosas estendem-se por quinze dias, durante a chamada quadra Nazarena. Entre os pontos altos dessa manifestação, destacam-se:
- A Romaria Fluvial
- A Romaria Rodoviária
- A Moto-Romaria
- Transladação
- A Procissão do Círio

### Católicos
Belém possui inúmeras igrejas, capelas e santuários, entre os quais destacam-se:
- Catedral da Sé (1771) – Erguida em estilo barroco amazônico, hoje é sede do arcebispado da região metropolitana de Belém, seu altar folheado em ouro foi doado pelo papa Pio XI, em seus dez altares laterais, ao invés de peças sacras, belíssimos quadros.
- Basílica Santuário de Nossa Senhora de Nazaré - A Basílica de Nazaré é a única basílica da Amazônia Brasileira. Sua história, seu simbolismo e sua importância religiosa exercem uma profunda influência no imaginário religioso paraense. Elevada no dia 31 de maio de 2006 à categoria de Santuário Mariano Arquidiocesano, passou a denominar-se Basílica Santuário de Nossa Senhora de Nazaré.
- Igreja de Santo Alexandre (1719) – Construída em estilo barroco amazônico para ser o arcebispado de Belém, foi recentemente restaurada para receber o Museu de Arte Sacra.

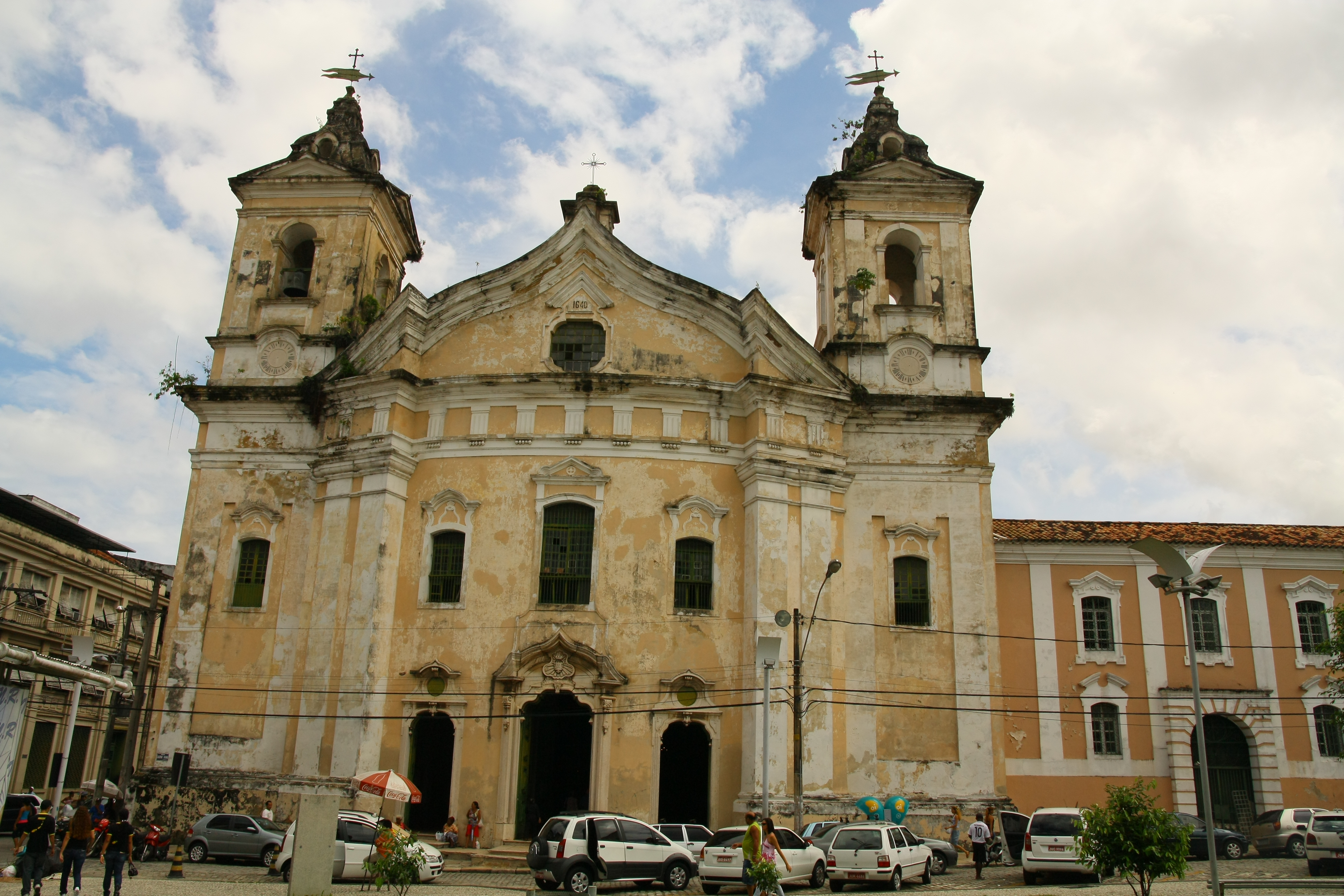
Igreja de Nossa Senhora das Mercês

- Igreja de Nossa Senhora do Carmo (1696) – É a igreja mais antiga de Belém, foi restaurado no século XVIII pelo arquiteto italiano Antonio Landi, possuí belas obras de arte e um altar de prata com incrustação de pedras semipreciosas, em estilo neoclássico do lado de fora e um interior barroco.

- Igreja de Nossa Senhora das Mercês (1763) – É uma das raras igrejas do Brasil com sua fechada em perfil convexo, diversos combates da Cabanagem aconteceram na igreja, possuí inúmeras obras sacras de bronze.
- Igreja de Santana (1782) – Construção inicial de 1753 e concluída em 1782, criada pelo arquiteto italiano Antonio Landi, tem estilo marcante italiano e possuí uma bela cúpula central.
- Igreja de Nossa Senhora do Rosário (1796) – Construído pela irmandade de Nossa Senhora do Rosário dos Homens Pretos no fim do século XVIII, é obra do arquiteto italiano Antonio Landi, hoje é uma das mais conservadas igrejas de Belém.
- Igreja de Nossa Senhora da Santíssima Trindade (1814) – No início do século XIX recrudesceu em Abranches, já com 58 anos o desejo de construir uma igreja em honra a Santíssima Trindade, a permissão da construção da igreja foi concedida pelo 7° Bispo do Pará, a igreja foi concluída em 1814.
- Igreja de São João Batista (1777) – Pequena igreja em forma octogonal, criada por Antonio Landi, exibe belas peças sacras em seu interior e encontra-se em bom estado de conservação.
- Igreja dos Capuchinhos (1907) – foi construído pela ordem dos Capuchinhos, que precisavam de um lugar no Pará para comemorar os festejos de São Francisco, o local escolhido foi o bairro de São Braz em Belém.
- Igreja de São Raimundo Nonato (1917) – Erguida no estilo medieval, durante o apogeu do ciclo da borracha, na ocupação do Bairro do Umarizal, destaca-se pela sua torre de quinze metros e os belos pisos e vitrais centenários.
- Capela e Convento de Santo Antônio (1736) – O convento de Santo Antônio e a Igreja são exemplares da cultura artística ibérica e franciscana do século XVIII. A sua estrutura severa e sólida, foi erguida à margem da baia do Guajará e a atual distância entre o prédio e a baia se deve ao aterro e reconstrução realizada em 1736.
- Capela de Nossa Senhora da Medalha Milagrosa (1891) – um dos primeiros prédios durante a ocupação do Bairro do Umarizal, lota durante os fins de semana, hoje em bom estado de conservação.

### Protestantes
A cidade possui um grande números de Igrejas Protestantes, dentre elas, as principais são: Assembleia de Deus tendo sua fundação nacional primeiramente em Belém (com mais de 350 templos),Igreja Adventista do Sétimo dia, Igreja Internacional da Graça de Deus, Igreja Universal do Reino de Deus, Igreja do Evangelho Quadrangular, Igreja Batista, Igreja de Jesus Cristo dos Santos dos Últimos Dias, Congregação Cristã no Brasil entre outras.  A Primeira Assembleia de Deus no Brasil foi fundada em Belém.

## Eventos

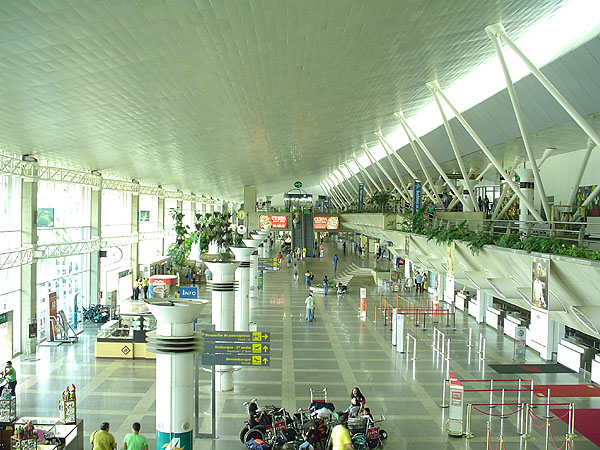
Aeroporto Internacional de Belém

Por ser a cidade mais antiga da Amazônia e com todas as condições infraestruturais, tendo o Aeroporto Internacional de Belém, considerado um dos mais modernos, terminal de uma das maiores malhas aéreas do país e com inúmeras ligações nacionais e o exterior, Belém é palco de grandes eventos da Amazônia, que vão desde eventos municipais até internacionais e está entre as 5 cidades brasileiras mais citadas para a realização de grandes eventos, de acordo com pesquisa nacional feita pelo SEBRAE/FBC&VB (2002) e além da gastronomia, atrações de lazer e turismo que são diversos na Região Metropolitana.
A capital possui grandes eventos fixos locais, é o caso do Círio de Nazaré (anual e maior evento religioso do país), Feira Amazônica do Livro (a 4ª maior feira do gênero no país é anual – 350 mil participantes), Supernorte (anual, é o maior evento empresarial do Norte do país – 45 mil participantes) e a FITA-Feira Internacional de Turismo da Amazônia (18 mil participantes), dentre outros.
A cidade conta atualmente com Hangar - Centro de Convenções e Feiras da Amazônia para a realização de diversos tipos de eventos, inclusive esportivos no Estádio Olímpico do Pará (Mangueirão), um dos mais completos do país, passando pelos espaços multiusos em diversos hotéis, centros particulares e espaços administrados pelo setor público.
Belém sediou, sedia e sediará variados eventos, dentre os mais recentes, destacam-se:
- Reunião da Conferencia Internacional de Educação Adultos - 2009
- IX Fórum Social Mundial - Amazônia 2009
- I Assembleia do Fórum de Autoridades Locais da Amazônia (FALA) - 2009
- VI Fórum Mundial de Educação - 2009
- VI Fórum Parlamentar Mundial - 2009
- Fórum de Ciência e Democracia - 2009
- X Fórum Mundial de Juízes – 2009
- 6º Congresso Norte-Nordeste de Psicologia - 2009
- VI Confintea - Conferência Internacional sobre Educação para Adultos - 2009
- Feira da Indústria do Pará - IX FIPA - 2009
- 2º Expo Norte Sthetic & Look Hair -2009
- VI FITA - Feira Internacional de Turismo da Amazônia – 2008
- XXIII Congresso Brasileiro de Anatomia – 2008
- 1º Expo Norte Sthetic & Look Hair – 2008
- XI Congresso Brasileir de Biomedicina – 2008
- Supernorte - 2008
- XIV Congresso Médico Amazônico – 2008
- Encontro de Governadores da Frente Norte Mercosul - 2007
- III Congresso Brasileiro sobre o Movimento Dekassegui – 2007
- XI Festa de San Gennaro – 2007

## Feriados oficiais

### Feriados municipais
| Data                  | Nome                       |
| --------------------- | -------------------------- |
| 12 de Janeiro         | Aniversário de Belém       |
| 2º domingo de outubro | Círio de Nazaré            |
| 8 de dezembro         | Nossa Senhora da Conceição |

### Feriados estaduais
| Data         | Nome                           |
| ------------ | ------------------------------ |
| 15 de agosto | Adesão do Pará à Independência |

### Feriados federais
| Data           | Nome                       |
| -------------- | -------------------------- |
| 01 de janeiro  | Confraternização Universal |
| 21 de abril    | Tiradentes                 |
| 01 de maio     | Dia do Trabalho            |
| 07 de setembro | Independência              |
| 12 de outubro  | Nossa Senhora Aparecida    |
| 02 de novembro | Finados                    |
| 15 de novembro | Proclamação da República   |
| 25 de dezembro | Natal                      |

Obs.: Pontos facultativos são determinados pelo prefeito ou governador.